# 미하엘 야코지츠
미하엘 게오르크 야코지츠(독일어: Michael Georg Jakosits, 1970년 1월 21일~)는 독일의 전직 사격 선수로 주 종목은 10m 러닝타켓이다. 올림픽에 4회 참가했으며 1992년 하계 올림픽 남자 10m 러닝타켓 종목에서 금메달을 획득했다.

## 개인사
아버지인 티보어 야코지츠는 헝가리 사격 국가대표 선수로 활동했다.